# Aniseia cernua
Aniseia cernua är en vindeväxtart som beskrevs av Jacques Denys Denis Choisy. Aniseia cernua ingår i släktet Aniseia och familjen vindeväxter. Inga underarter finns listade i Catalogue of Life.